# Andrew Dickson White
Andrew Dickson White (Homer, 7 novembre 1832 – Ithaca, 4 novembre 1918) è stato un diplomatico e storico statunitense.

## Biografia
Ambasciatore statunitense in Russia (1892-1894) dopo un plenipotenziariato in Germania (1879-1891), coronò la sua  carriera come ambasciatore a Berlino (1897-1902).
Studioso di storia, in particolare del Rinascimento italiano, fondò (1867) con il finanziere Ezra Cornell l'Università Cornell, di cui tenne la presidenza fino al 1885.  Fu, tra l'altro, autore di Storia della lotta della scienza con la teologia nella cristianità, lavoro in due volumi pubblicato nel 1896, sul conflitto fra scienza e teologia cristiana.
Morì nel 1918 a 86 anni.